# Данукалов, Алексей Фёдорович
Алексей Фёдорович Данукалов (Донукало, Данукало) (29 февраля 1916 — 27 апреля 1944) — один из организаторов и руководителей партизанского движения на временно оккупированных территориях Смоленской и Витебской областей в годы Великой Отечественной войны, командир партизанской бригады «Алексея» (имел партизанский псевдоним Алексей). Герой Советского Союза (15.08.1944, посмертно).

## Биография
Алексей Фёдорович Данукалов родился в селе Новоросляевка Николаевского уезда Самарской губернии Российской империи (ныне Дергачёвского района Саратовской области Российской Федерации) в семье сельского кузнеца Фёдора Кузьмича Данукало, запорожского казака-переселенца. Украинец. 

Детские годы Алексея Данукалова прошли в селе Мавринка (ныне Ершовский район Саратовской области). Здесь он окончил семилетнюю сельскую школу. 

В 1933 году поступил в техникум механизации сельского хозяйства в Балашове, который окончил в 1936 году. После окончания техникума по распределению был направлен в Омск, где работал начальником мастерских машинно-тракторной станции.
В ряды Рабоче-крестьянской Красной Армии Алексей Данукалов был призван в 1937 году. Срочную службу проходил в 26-й отдельной танковой бригаде 93-й стрелковой дивизии Забайкальского военного округа. Как отличник военной и политической подготовки в феврале 1938 года был переведён в 126-й гаубичный артиллерийский полк на должность помощника политрука. 

После прохождения срочной службы Алексей Данукалов решил стать кадровым военным. В марте 1940 года он был направлен на годичные курсы в Иркутское военно-политическое училище, по окончании которых его назначили политруком 33-го полка 17-й танковой дивизии Забайкальского военного округа.
С началом Великой Отечественной войны дивизия, в которой служил Данукалов А. Ф., была переброшена на Западный фронт и включена в состав 5-го механизированного корпуса 22-й армии.

В боях с немецко-фашистскими захватчиками политрук Данукалов А. Ф. с июля 1941 г. Участник контрнаступления под Лепелем, обороны Орши, боёв у Соловьёвской переправы в ходе Смоленского сражения.
В августе 1941 года, прикрывая отход частей Красной Армии за Днепр, политрук танкового батальона Данукалов А. Ф., попал в окружение. 

В конце августа 1941 года из групп попавших в окружение солдат Красной Армии в Слободском районе Смоленской области был организовал партизанский отряд «Родина», который возглавил Алексей Фёдорович.

До марта 1942 г. отряд действовал самостоятельно в Пречистенском и Духовщинском районах Смоленской области.

В марте 1942 года отряд установил связь со штабом 4-й ударной армии и по указанию её Военного совета был направлен в Лиозненский район Витебской области, где был включен в оперативное управление витебского подпольного обкома КП(б)Б.

В апреле 1942 года на базе отрядов «Родина», «Гроза врагам» и «Крепость» была создана партизанская бригада «Алексея» под командованием Данукалова А. Ф., которая позднее, после гибели комбрига, была названа его именем. 

К маю 1942 года партизанами Данукалова были уничтожены 383 солдата и офицера противника, разгромлены 2 волостных управления, убиты 69 полицейских, взорваны 3 моста и 3 автомашины с военными грузами. 

1 сентября 1942 года Алексей Фёдорович Данукалов в Москве был награждён орденом Красного Знамени, награду вручил Маршал Советского Союза Климент Ефремович Ворошилов.
Партизанская бригада «Алексея» вела активную рельсовую войну на железнодорожных направлениях Витебск-Орша, Витебск-Смоленск, Полоцк-Молодечно.

В период с июля по ноябрь 1942 года ею уничтожены вражеские гарнизоны в деревнях Шапурова, Будянка, Лещёво Суражского района и Стасево Лиознинского района Витебской области.

В декабре 1942 — феврале 1943 бригада Данукалова разгромила гарнизоны в деревнях Жабентяи, Мельны, Балино, Мишутки Суражского района.
По распоряжению начальника Центрального штаба партизанского движения (ЦШПД) Пономаренко П. К. летом 1943 года партизанская бригада «Алексея» была перебазирована в Полоцко-Лепельскую партизанскую зону, для которой тогда планировались расширенные боевые задачи.

В октябре 1943 партизаны бригады «Алексея» участвовали в боях против карательной экспедиции возле деревень Рубеж, Водопоево и Углы Бешенковичского района.

Всего бригадой под руководством подполковника Данукалова А. Ф. было разгромлено 22 немецких гарнизона, 14 волостных управ, пущено под откос 46 эшелонов, уничтожено 314 автомашин с живой силой и военными грузами, 24 мотоцикла, 5 бронемашин, 9 танков, 2 самолета, 2 радиостанции, 2 железнодорожных и 69 шоссейных мостов, 95 км телеграфных линий связи, взорвано 44 дзота, 2 электростанции, 8 складов с продовольствием и боеприпасами. 

За голову Алексея Фёдоровича оккупационные власти назначили огромную награду — 100 тысяч рейхсмарок и роскошное поместье.

К апрелю 1944 года бригада Данукалова А. Ф. насчитывала более 1800 человек личного состава, которые были распределены в три батальона и отряды «Прогресс», «Смерть врагам», «Моряк», отряд имени М. Н. Селиваненко, отряд имени К. Е. Ворошилова, «Интернационал», «Гвардеец», «Истребитель», «Сокол», «Комсомолец», «Мститель» и «Большевик».

К тому времени в Полоцко-Лепельской партизанской зоне действовало 16 бригад общей численностью более 17 000 человек.
В апреле 1944 года немецкое командование предприняло крупнейшую за время Великой Отечественной войны карательную операцию «Весенний праздник» (Frühlingsfest), бросив против партизан армию численностью около 60 000 человек, поддерживаемых танками и авиацией.

27 апреля 1944 года подполковник А. Ф. Данукалов находился со штабом бригады в деревне Великие Дольцы. Деревня была атакована немецкими бомбардировщиками. Во время бомбёжки Алексей Фёдорович был смертельно ранен осколком бомбы в грудь и скоро скончался. Первоначально он был похоронен в Великих Дольцах.
15 августа 1944 года Указом Президиума Верховного Совета СССР Алексею Фёдоровичу Данукалову было присвоено звание Героя Советского Союза посмертно.

В 1946 году останки подполковника А. Ф. Данукалова были перезахоронены в Лепеле в сквере на площади Свободы.

## Награды и звания
- Медаль Золотая Звезда (15.08.1944, посмертно).
- Орден Ленина (15.08.1944, посмертно).
- Красного Знамени (1942).
- Отечественной войны I степени
- Медаль «Партизану Отечественной войны» I степени (1944, посмертно).

## Память
- На могиле Героя Советского Союза А. Ф. Данукалова в городе Лепель (Республика Беларусь) установлен памятник.
- Бюст Героя Советского Союза А. Ф. Данукалова установлен в пгт. Дергачи Саратовской области Российской Федерации.
- Бюст Героя Советского Союза А. Ф. Данукалова и мемориальный музей в агрогородке Ковали Лиозненского района Республики Беларусь.
- В честь А. Ф. Данукалова названы улицы в Витебске, Лепеле, Лиозно, Ушачи.
- В средней школе № 159 города Минска с 1987 года работает музей, посвящённый бригаде «Алексея» и А. Ф. Данукалову.
- Экспозиция в честь А. Ф. Данукалова размещена в Лиозненском военно-историческом музее (Лиозно)[7].
- Экспозиция в Белорусском государственном музее истории Великой Отечественной войны (Минск)[8].
- В аг. Копти Витебского района Витебской области Беларуси на территории Воинского мемориального комплекса имени Ленинского комсомола установлен памятник партизанской бригаде А. Ф. Данукалова.
- Имя А. Ф. Данукалова присвоено средней школе в агрогородке Велешковичи Лиозненского района Витебской области (04.10.2022)[9][10]. Одна из экспозиций в школьном музее посвящена А. Ф. Данукалову. На здании школы установлена мемориальная доска в честь Героя. Около школы установлена памятная табличка с цифровым QR-кодом.

## Документы
- Обобщенный банк данных «Мемориал». Архивировано 10 мая 2012 года. ЦАМО, ф. 33, оп. 595608, д. 7. Архивировано 10 июля 2013 года., Информация из списка захоронения З375-98. Архивировано 10 июля 2013 года., Учётная карточка захоронения З375-98. Архивировано 10 июля 2013 года., Схема захоронения З375-98. Архивировано 10 июля 2013 года.